# Pieter Moninckx

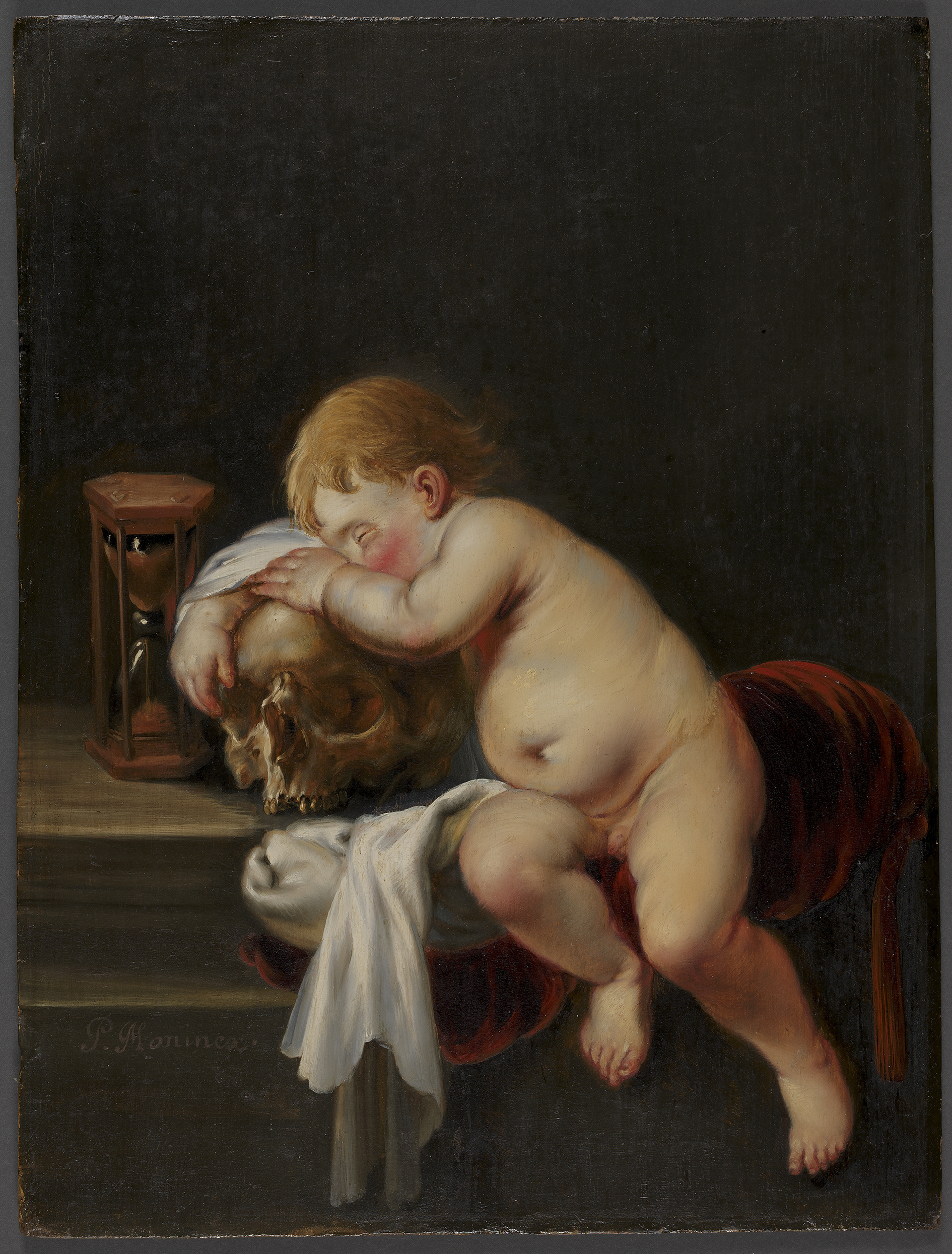
Jongen slaapt op een schedel (Statens Museum for Kunst)

Pieter Moninckx (Den Haag, 1605/06 - aldaar, 1686) was een Noord-Nederlands kunstschilder en tekenaar. Hij specialiseerde zich in stillevens en landschappen.
Moninckx was de zoon van de kunstschilder Sybert Cornelisz Moninckx, van wie hij de schilderskunst leerde. Zijn broer Cornelis was eveneens kunstschilder, en zijn zus Machteld trouwde met de schilder Paulus Dinant. Pieter Moninckx trouwde op 26 mei 1647 in Den Haag met Judith Nieulandt, die al in 1649 overleed. Uit dit huwelijk werd een dochter geboren, Lysbeth, die later zou trouwen met de kunstschilder Jan Boogaert. Na het overlijden van zijn vrouw kampte Moninckx met financiële moeilijkheden. Hij woonde toen aan de zuidzijde van de Veerkade in Den Haag in een huis dat hij van zijn vrouw had geërfd.
Moninckx werkte van 1625 tot 1637 in Rome, waar hij in dienst was van paus Urbanus VIII. Na zijn terugkeer in 1637 vestigde hij zich in Den Haag en werkte onder meer in het Huis ter Nieuburch te Rijswijk. In 1639 werd hij lid van het Sint-Lucasgilde. In 1642 werd hij betaald voor het decoreren van een nieuw lustpaviljoen in de tuin van Huis Honselaarsdijk met landschappen, bloem- en vogelvoorstellingen. Moninckx werkte samen met zijn broer en zij droegen vermoedelijk bij aan de heraldische schilderijen voor de begrafenis van prins Frederik Hendrik in 1647. In 1656 was hij een van de oprichters van de Confrerie Pictura en werd datzelfde jaar genomineerd tot deken, hoewel deze functie uiteindelijk aan een ander toekwam. In 1672 was hij betrokken bij de taxatie van Italiaanse schilderijen in een geschil tussen de keurvorst van Berlijn en Gerrit Uylenburch.
Constantijn Huygens jr. was een van zijn leerlingen. 
- Biografisch Portaal: 93778477
- RKD-Nederlands Instituut voor Kunstgeschiedenis: 56887
- Union List of Artist Names: 500001305
- Virtual International Authority File: 95688569